# Vought VE-7
Vought VE-7 — американський біплан, побудований у 1917 році. Розроблений як навчальний літак для ВПС США, модифікований для використання у морській авіації. У складі авіагрупи авіаносець «Ленглі» став першим американським палубним винищувачем.